# Pseudoparakrithella
Pseudoparakrithella is een geslacht van uitgestorven kreeftachtigen uit de klasse van de Ostracoda (mosselkreeftjes).

## Soort
- Pseudoparakrithella paralela Purper, 1979 †